# Memphis (Florida)
Memphis ist  ein census-designated place (CDP) im Manatee County im US-Bundesstaat Florida. Das U.S. Census Bureau hat bei der Volkszählung 2020 eine Einwohnerzahl von 9.024 ermittelt. 

## Geographie
Memphis grenzt im Süden an die Stadt Palmetto, liegt rund 10 km nördlich von Bradenton sowie etwa 50 km südlich von Tampa. Im Ort beginnt der U.S. Highway 19, der weiter nach Norden bis Erie in Pennsylvania verläuft. Zudem wird der CDP vom Tamiami Trail (U.S. 41) durchquert.

## Demographische Daten
Laut der Volkszählung 2010 verteilten sich die damaligen 7848 Einwohner auf 3412 Haushalte. Die Bevölkerungsdichte lag bei 957,1 Einw./km². 44,7 % der Bevölkerung bezeichneten sich als Weiße, 36,3 % als Afroamerikaner, 0,6 % als Indianer und 0,3 % als Asian Americans. 16,4 % gaben die Angehörigkeit zu einer anderen Ethnie und 1,6 % zu mehreren Ethnien an. 28,5 % der Bevölkerung bestand aus Hispanics oder Latinos.
Im Jahr 2010 lebten in 37,9 % aller Haushalte Kinder unter 18 Jahren sowie 32,1 % aller Haushalte Personen mit mindestens 65 Jahren. 72,2 % der Haushalte waren Familienhaushalte (bestehend aus verheirateten Paaren mit oder ohne Nachkommen bzw. einem Elternteil mit Nachkomme). Die durchschnittliche Größe eines Haushalts lag bei 2,93 Personen und die durchschnittliche Familiengröße bei 3,38 Personen.
31,0 % der Bevölkerung waren jünger als 20 Jahre, 23,8 % waren 20 bis 39 Jahre alt, 25,0 % waren 40 bis 59 Jahre alt und 20,1 % waren mindestens 60 Jahre alt. Das mittlere Alter betrug 36 Jahre. 49,0 % der Bevölkerung waren männlich und 51,0 % weiblich.
Das durchschnittliche Jahreseinkommen lag bei 40.383 $, dabei lebten 25,1 % der Bevölkerung unter der Armutsgrenze.
Im Jahr 2000 war Englisch die Muttersprache von 83,13 % der Bevölkerung und spanisch sprachen 16,87 %.